# (523769) 2014 WS510
(523769) 2014 WS510 est un objet en résonance 2:5 avec Neptune d'un diamètre est estimé à 300 km, ce qui le qualifie comme un candidat au statut de planète naine.